# Skogsvaktlar
Skogsvaktlar (Dendrortyx) är ett släkte fåglar i familjen tofsvaktlar inom ordningen hönsfåglar med tre arter som förekommer i Centralamerika.
- Vitpannad skogsvaktel (D. leucophrys)
- Långstjärtad skogsvaktel (D. macroura)
- Rostbröstad skogsvaktel (D. barbatus)